# Domremy-la-Canne
Pour les articles homonymes, voir Domrémy (homonymie).
Domremy-la-Canne est une commune du département de la Meuse, dans la région Grand Est, en France.
Ne pas confondre avec Domrémy-la-Pucelle, dans les Vosges.

## Géographie

### Hydrographie

#### Réseau hydrographique
La commune est dans le bassin versant de la Meuse au sein du bassin Rhin-Meuse. Elle est drainée par l'Othain, le ruisseau du Ruche, le ruisseau de la Tranchette et le ruisseau du Dehoury,.
L'Othain, d'une longueur de 67 km, prend sa source dans la commune de Gondrecourt-Aix et se jette  dans la Chiers à Montmédy, après avoir traversé 25 communes. Les caractéristiques hydrologiques de l'Othain sont données par la station hydrologique située sur la commune de Spincourt. Le débit moyen mensuel est de 0,59 m3/s. Le débit moyen journalier maximum est de 10,6 m3/s, atteint lors de la crue du 14 janvier 2004. Le débit instantané maximal est quant à lui de 11,1 m3/s, atteint le 13 janvier 2004.

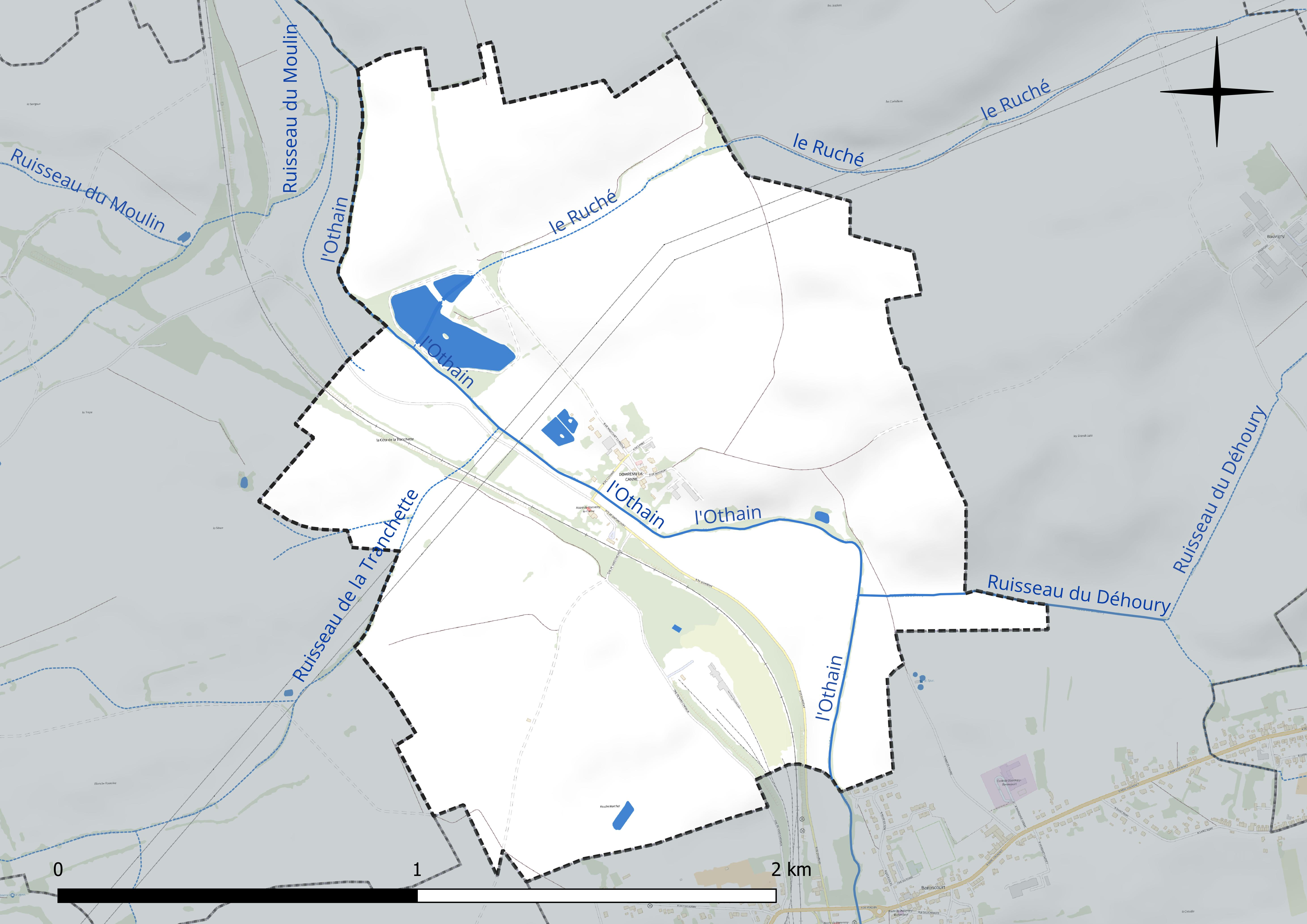
Réseau hydrographique de Domremy-la-Canne.

#### Gestion et qualité des eaux
Le territoire communal est couvert par le schéma d'aménagement et de gestion des eaux (SAGE) « Bassin ferrifère ». Ce document de planification concerne le périmètre des anciennes galeries des mines de fer, des aquifères et des bassins versants hydrographiques associés qui s’étend sur 2 418 km2. Les bassins versants concernés sont celui de la Chiers en amont de la confluence avec l'Othain, et ses affluents (la Crusnes, la Pienne, l'Othain), celui de l'Orne et ses affluents et celui de la Fensch, le Veymerange, la Kiesel et les parties françaises du bassin versant de l'Alzette et de ses affluents (Kaylbach, ruisseau de Volmerange). Il a été approuvé le 27 mars 2015. La structure porteuse de l'élaboration et de la mise en œuvre est la région Grand Est. 
La qualité des cours d’eau peut être consultée sur un site dédié géré par les agences de l’eau et l’Agence française pour la biodiversité. 

### Climat
Pour des articles plus généraux, voir Climat du Grand Est et Climat de la Meuse.
En 2010, le climat de la commune est de type climat des marges montargnardes, selon une étude du Centre national de la recherche scientifique s'appuyant sur une série de données couvrant la période 1971-2000. En 2020, Météo-France publie une typologie des climats de la France métropolitaine dans laquelle la commune est dans une zone de transition entre le climat océanique altéré et le climat océanique altéré et est dans la région climatique  Lorraine, plateau de Langres, Morvan, caractérisée par un hiver rude (1,5 °C), des vents modérés et des brouillards fréquents en automne et hiver. 
Pour la période 1971-2000, la température annuelle moyenne est de 9,7 °C, avec une amplitude thermique annuelle de 16,2 °C. Le cumul annuel moyen de précipitations est de 913 mm, avec 13,3 jours de précipitations en janvier et 9,4 jours en juillet. Pour la période 1991-2020, la température moyenne annuelle observée sur la station météorologique de Météo-France la plus proche, « Rouvres-en-woevre », sur la commune de Rouvres-en-Woëvre à 9 km à vol d'oiseau, est de 10,8 °C et le cumul annuel moyen de précipitations est de 668,3 mm. 
La température maximale relevée sur cette station est de 40,2 °C, atteinte le 24 juillet 2019 ; la température minimale est de −15,4 °C, atteinte le 7 février 2012,,. 
Les paramètres climatiques de la commune ont été estimés pour le milieu du siècle (2041-2070) selon différents scénarios d'émission de gaz à effet de serre à partir des nouvelles projections climatiques de référence DRIAS-2020. Ils sont consultables sur un site dédié publié par Météo-France en novembre 2022.

## Urbanisme

### Typologie
Au 1er janvier 2024, Domremy-la-Canne est catégorisée commune rurale à habitat très dispersé, selon la nouvelle grille communale de densité à sept niveaux définie par l'Insee en 2022.
Elle est située hors unité urbaine et hors attraction des villes,.

### Occupation des sols
L'occupation des sols de la commune, telle qu'elle ressort de la base de données européenne d’occupation biophysique des sols Corine Land Cover (CLC), est marquée par l'importance des territoires agricoles (91,3 % en 2018), en diminution par rapport à 1990 (94,4 %). La répartition détaillée en 2018 est la suivante : 
terres arables (91,3 %), zones industrielles ou commerciales et réseaux de communication (8,7 %). L'évolution de l’occupation des sols de la commune et de ses infrastructures peut être observée sur les différentes représentations cartographiques du territoire : la carte de Cassini (XVIIIe siècle), la carte d'état-major (1820-1866) et les cartes ou photos aériennes de l'IGN pour la période actuelle (1950 à aujourd'hui).

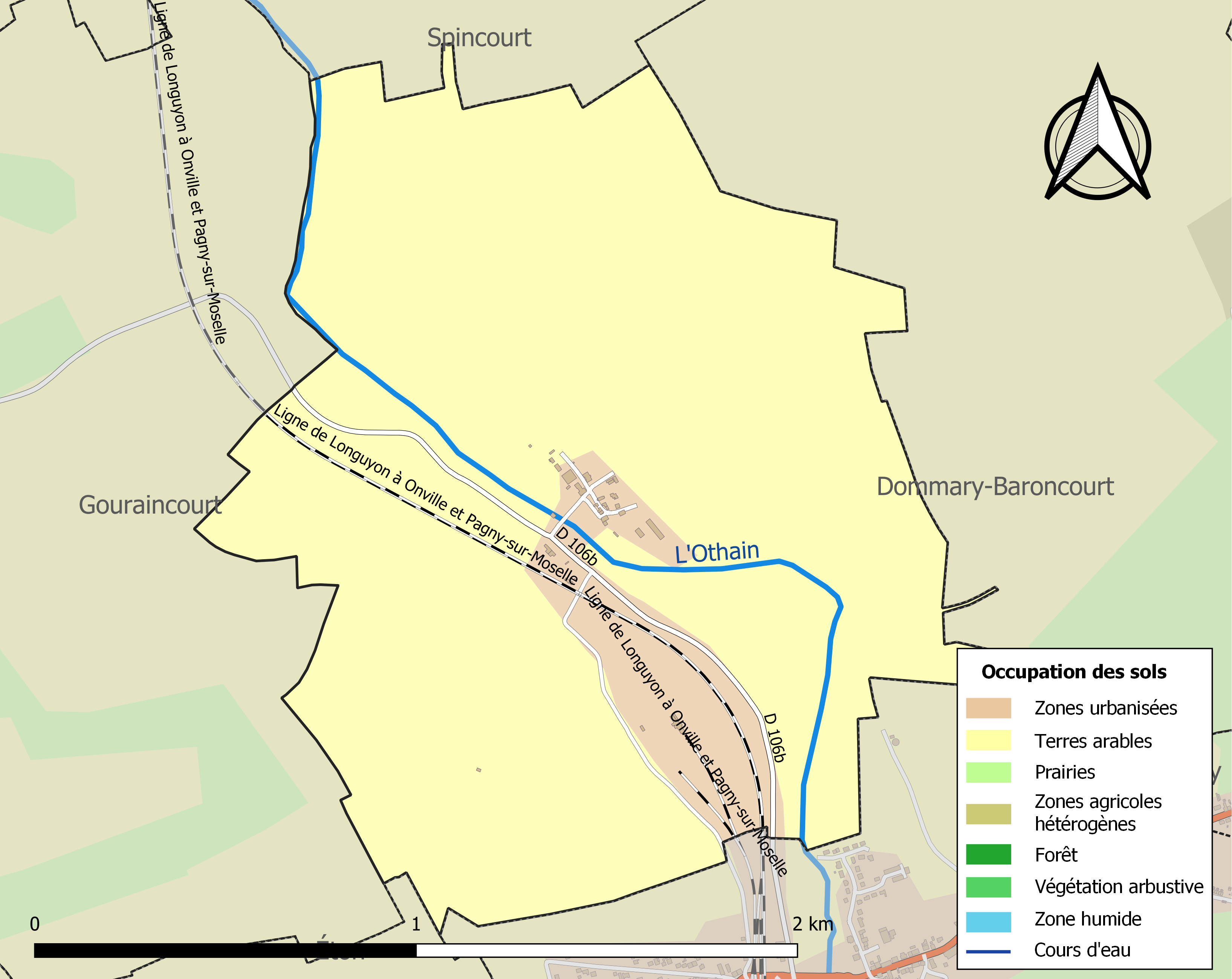
Carte des infrastructures et de l'occupation des sols de la commune en 2018 (CLC).

## Toponymie
Le nom de la localité est attesté sous les formes Domnus-Remigius (1064) ; Dompnus-Remigius (1219) ; Domp-Remy (1571) ; Dompremy (1642) ; Domremy-la-Cane (1656) ; Don-Remy-la-Cane (1700) ; Dom-Remy-la-Canne, Domnus-Remigius-in-Cannis (1738) ; Dom-Remy-la-Câne (1749).

Domremy est un hagiotoponyme caché faisant référence à Remi de Reims, l'église de la commune lui est dévouée.

Du bas latin domnus et du nom de saint Remedius « Saint Rémi ».

Selon l'historien, Paul Auguste Piémont, dans ce toponyme, dom ou don ne serait pas synonyme de saint.

## Politique et administration
| Période                                  | Période   | Identité                                       | Étiquette | Qualité   |
| ---------------------------------------- | --------- | ---------------------------------------------- | --------- | --------- |
| Les données manquantes sont à compléter. |           |                                                |           |           |
| avant 1981                               | ?         | Jacques Millet                                 | DVG       |           |
| mars 2001                                | mars 2008 | Francis Thomas                                 |           |           |
| mars 2008                                | En cours  | Jean-Paul Henry Réélu pour le mandat 2020-2026 |           | Chauffeur |

## Population et société

### Démographie

#### Évolution démographique
L'évolution du nombre d'habitants est connue à travers les recensements de la population effectués dans la commune depuis 1793. Pour les communes de moins de 10 000 habitants, une enquête de recensement portant sur toute la population est réalisée tous les cinq ans, les populations de référence des années intermédiaires étant quant à elles estimées par interpolation ou extrapolation. Pour la commune, le premier recensement exhaustif entrant dans le cadre du nouveau dispositif a été réalisé en 2006.

En 2022, la commune comptait 28 habitants, en évolution de −22,22 % par rapport à 2016 (Meuse : −4,4 %, France hors Mayotte : +2,11 %).
| 1793 | 1800 | 1806 | 1821 | 1831 | 1836 | 1841 | 1846 | 1851 |
| ---- | ---- | ---- | ---- | ---- | ---- | ---- | ---- | ---- |
| 85   | 86   | 103  | 90   | 98   | 103  | 97   | 72   | 69   |

| 1856 | 1861 | 1866 | 1872 | 1876 | 1881 | 1886 | 1891 | 1896 |
| ---- | ---- | ---- | ---- | ---- | ---- | ---- | ---- | ---- |
| 83   | 76   | 65   | 56   | 57   | 55   | 66   | 77   | 76   |

| 1901 | 1906 | 1911 | 1921 | 1926 | 1931 | 1936 | 1946 | 1954 |
| ---- | ---- | ---- | ---- | ---- | ---- | ---- | ---- | ---- |
| 52   | 87   | 66   | 97   | 101  | 92   | 83   | 68   | 68   |

| 1962 | 1968 | 1975 | 1982 | 1990 | 1999 | 2006 | 2011 | 2016 |
| ---- | ---- | ---- | ---- | ---- | ---- | ---- | ---- | ---- |
| 64   | 53   | 32   | 32   | 28   | 32   | 32   | 33   | 36   |

| 2021 | 2022 | - | - | - | - | - | - | - |
| ---- | ---- | - | - | - | - | - | - | - |
| 30   | 28   | - | - | - | - | - | - | - |

## Culture locale et patrimoine

### Lieux et monuments
- L'église Saint-Rémi XVIIIe siècle.
- Un calvaire XVIIIe siècle.

### Héraldique
| Blason | Blasonnement : D'azur à la fasce d'argent chargée d'une anille de sable, accompagnée en chef d'une colombe essorant d'argent, tenant en son bec une canne de gueules et en pointe une rose d'argent. |